# International Iron and Steel Institute
O International Iron and Steel Institute (IISI) é uma das maiores e mais dinâmicas associações industriais do mundo. Representa aproximadamente 190 produtores de aço (incluindo as 20 maiores companhias de aço do mundo). Membros do IISI produzem cerca de 70% do aço do mundo. Foi fundada em 19 de outubro de 1967.